# Arte cíborg
El arte cíborg es un movimiento artístico emergente que empezó en los años 2000 en el Reino Unido. Está basado en la creación y adición de sentidos nuevos al cuerpo humano vía implantes cibernéticos y en la creación de obras artísticas a través de nuevos sentidos. Las obras de arte cíborg están creadas por artistas cuyos sentidos han sido voluntariamente añadidos o ampliados a través de implantes cibernéticos.  
Entre los primeros artistas del movimiento se encuentra Neil Harbisson, cuyo implante de antena le permite percibir colores ultravioletas e infrarrojos, y Moon Ribas cuyos implantes en sus pies le permiten percibir terremotos y lunamotos. Manel De Aguas (enlace roto disponible en Internet Archive; véase el historial, la primera versión y la última). - cuyos implantes le permiten percibir con precisión las propiedades del clima: niveles de presión, temperatura y humedad. Joe Dekni - cuyos implantes en las mejillas le permiten ecolocalizarse mediante sensores infrarrojos. Pau Prats - creador de un sistema que le permite percibir los niveles de ultravioleta que alcanzan a su piel. Alex Garcia - cuyo sensor en el pecho le permite percibir los niveles de calidad del aire de su alrededor. Kai Landre - músico desarrollando el sentido cósmico compuesto por dos implantes para poder escuchar las partículas del espacio. Pol Lombarte - cuyo sensor le permite exteriorizar sus latidos del corazón y enviar latidos inalámbricamente. Esteban Celis - artista chileno cuyo sentido le permite sentir el campo magnético de la tierra en su cabeza. Dodo K. Doudová - Artista que desarrollo el sentido para percibir la radioactividad.    
Algunos también llaman artistas cíborg a aquellos que hacen uso de las nuevas tecnologías para sus creaciones, ya sea del uso de la cibernética como una teoría de comunicación dentro de sus trabajos, una metáfora o un modelo del proceso artístico para conseguir la pieza. Algunos lo han nombrado sólo como estéticas cibernéticas, ya que a pesar de usar la tecnología, los trabajos nunca están directamente conectados a un ente cíborg.

## Artistas cíborg
| Fotografía | Nombre          | Fecha | Obra                                                                                      |
| ---------- | --------------- | ----- | ----------------------------------------------------------------------------------------- |
|            | Neil Harbisson  | 2004  | Implante de antena para percibir espectro desde infrarrojos a ultravioletas.              |
|            | Moon Ribas      | 2007  | Implantes en los pies para percibir terremotos y lunamotos.                               |
|            | Manel De Aguas  | 2017  | Implantes en la cabeza para percibir el tiempo meteorológico.                             |
|            | Joe Dekni       | 2018  | Implantes en la cabeza para adquirir ecolocalización.                                     |
|            | Kai Landre      | 2019  | Implantes en la cabeza para percibir rayos cósmicos.                                      |
|            | Pau Prats       | 2019  | Piel para percibir radiación ultravioleta.                                                |
|            | Dodo K. Doudová | 2020  | Implantes en la mano para percibir la radioactividad y NExT chip.                         |
|            | Pol Lombarte    | 2021  | Sus latidos del corazón son enviados en directo a la blockchain mediante tres electrodos. |
|            | Esteban Celis   | 2023  | Dispositivo en la cabeza para percibir el campo magnético de la tierra.                   |